# Storskrymten
Le Storskrymten est une montagne en Norvège culminant à 1 985 mètres. Le sommet est un tripoint de trois comtés et trois municipalités : municipalité d’Oppdal (comté de Trøndelag), municipalité de Sunndal (comté de Møre og Romsdal), et municipalité de Lesja (comté d'Innlandet). Les zones urbaines les plus proches sont le village de Sunndalsøra qui est situé à environ 42 kilomètres au nord-ouest, Dombås qui est situé à environ 32 kilomètres au sud, et Oppdal qui est d’environ 40 kilomètres au nord-est.
C’est la plus haute montagne du comté de Trøndelag ainsi que la plus haute montagne de la municipalité de Sunndal. À moins de 2 kilomètres à l’est du Storskrymten se trouve la montagne Litlskrymten qui signifie « le petit Skrymt ». Le Storskrymten est situé dans le massif du Dovrefjell et à l’intérieur du parc national de Dovrefjell-Sunndalsfjella. La montagne Salhøa se trouve à environ 2,5 kilomètres au sud-ouest, le long de la frontière entre les municipalités de Sunndal et Lesja.

## Toponymie
Le premier élément du nom est stor, qui signifie « grand », et le dernier élément est la forme finale skrymt qui signifie « chose étrange », « crainte », ou « peur », peut-être en référence aux pentes extrêmement raides de la montagne.